# Anders Kraftman
Anders Kraftman, född 11 maj 1711 i Borgå, död där 22 april 1791, var en finländsk gymnasielärare, präst och riksdagsman. Han var bror till Johan Kraftman.

## Biografi
Anders Kraftman var son till handlaren och rådmannen Johan Kraftman. Han blev 1728 student vid Kungliga akademien i Åbo och vid Uppsala universitet 1733 men återvände till Åbo universitet där han 1735 blev magister. Efter sin examen blev han 1735 extraordinarie adjunkt vid Borgå gymnasium och senare samma år adjunkt och extraordinarie lektor. Han var 1744–1746 utöver tjänsten som lärare domkyrkosyssloman. 1746–1776 var Kraftman lektor i historia och moral vid Borgå gymnasium. Han avlade prov inför Borgå konsistorium för innehavet av ett teologie lektorat 1750 och prästvigdes 1752. Han blev samma år kyrkoherde i Lappträsks prebendepastorat. Kraft man var ledamot av prästeståndet vid riksdagen 1865–1766. Han blev 1778 teologie doktor vid Uppsala universitet.

### Familj
Anders Kraftman var gift med Anna Elisabet Heintzius. Paret fick bland annat dottern Anna Elisabet Kraftman (1751–1785) som var gift med majoren vid Nylands dragonregemente Carl Fredrik Ekestubbe.